# Ernyeszt Abdulovics Valejev
Ernyeszt Abdulovics Valejev (cirill betűkkel Эрнест Абдулович Валеев) (Agrizi járás, 1950. április 7. –) oroszországi politikus, 2012 januárja óta az Állami Duma tagja az ország nyugat-ázsiai részén fekvő Kurgani terület, a Tyumenyi terület, Hanti- és Manysiföld és Jamali Nyenyecföld képviseletében. Az Egységes Oroszország párt tagja.

## Pályafutása
Valejev a tízosztályos iskola elvégzése után 1967-68-ban az Izsevszki Mechanikai Üzemben dolgozott, majd 1968 és 1970 között a szovjet hadseregben szolgált. 1974-ben jogi diplomát szerzett a Szverdlovszki Jogi Intézetben. A diploma megszerzése után a Tyumenyi terület ügyészségére került. Gyakornokként dolgozott, később a Tobolszki Kerületi Ügyészség nyomozója lett. 1976-ban a Jurginszkojei járás ügyészévé, 1981-ben pedig a Tobolszki járás ügyészévé nevezték ki. 1985-ben kinevezték a Tyumenyi terület ügyészének vezető asszisztensévé, a polgári peres ügyek felügyeletére. 1988-tól 1993-ig a Tyumenyi terület első helyettes ügyészeként dolgozott, 1993-tól 2007-ig pedig a Tyumenyi terület ügyészi posztját töltötte be.
2007. február 2-án kinevezték az Oroszországi Föderáció főügyészének helyettesévé. 2010 októberétől 2011 decemberéig a Tyumenyi terület kormányzójának helyettese volt.
2011. december 4-én megválasztották az Állami Duma képviselőjének az Egységes Oroszország listájáról a Tyumenyi terület képviseletében. 2016. szeptember 18-án újraválasztották, majd 2021. szeptember 19-én ismét megválasztották, ezúttal az új választási rendszer szerint, az Egységes Oroszország regionális listáján, a Tyumenyi területen kívül Kurgani terület, Hanti- és Manysiföld és Jamali Nyenyecföld képviseletében.
A Dumában az Egységes Oroszország frakció tagja, és a Nemzetbiztonsági és Korrupcióellenes Bizottság elnökének helyettese. Vagyonbevallása szerint éves jövedelme 2021-ben 6 935 000 rubel volt; felesége ezen felül 1 933 000 rubelt keresett.
Valejev a Tyumenyi terület díszpolgára. 2005-ben megkapta az oroszországi Becsületrendet.

## Fordítás
Ez a szócikk részben vagy egészben  a(z)   Валеев, Эрнест Абдулович című orosz Wikipédia-szócikk fordításán alapul.  Az eredeti cikk szerkesztőit annak laptörténete sorolja fel. Ez a jelzés csupán a megfogalmazás eredetét és a szerzői jogokat jelzi, nem szolgál a cikkben szereplő információk forrásmegjelöléseként.